# Rosalind Knight
Rosalind Marie Knight, född 3 december 1933 i Marylebone i London, död 19 december 2020, var en brittisk skådespelare. Knight har bland annat medverkat i Tom Jones (1963), Jeeves och Wooster (1990–1992), Om en pojke (2002), Friday Night Dinner (2012–2020) och The Crown (2016).

## Filmografi i urval
- 1955 – Richard III
- 1957 – Nicholas Nickleby (TV-serie)
- 1957 – Skolflickorna slår till igen
- 1958 – Uppåt väggarna
- 1959 – Nu tar vi tempen
- 1959 – Nu tar vi magistern
- 1963 – Tom Jones
- 1964 – Martin Chuzzlewit (Miniserie)
- 1965 – Buddenbrooks (Miniserie)
- 1968 – Nicholas Nickleby (Miniserie)
- 1974 – The Little Mermaid (TV-film)
- 1975 – The Old Curiosity Shop
- 1979 – En dam försvinner
- 1981 – Coronation Street (TV-serie)
- 1984 – The Adventures of Sherlock Holmes (TV-serie)
- 1987 – Prick Up Your Ears
- 1989 – Only Fools and Horses (TV-serie)
- 1989 – Tills vi möts igen (Miniserie)
- 1990–1992 – Jeeves och Wooster (TV-serie)
- 1992 – Poirot (TV-serie)
- 1995 – En karl i huset (TV-serie)
- 1997 – Ivanhoe (TV-serie)
- 1998 – Tess av d'Urberville (TV-serie)
- 1998 – Berkeley Square (TV-serie)
- 1999 – Dalziel & Pascoe (TV-serie)
- 2000 – Tillbaka till Aidensfield (TV-serie)
- 2002 – Om en pojke
- 2002 – Casualty (TV-serie)
- 2003 – Morden i Midsomer (TV-serie)
- 2006 – Agatha Christie's Marple (TV-serie)
- 2011 – Morden i Midsomer (TV-serie)
- 2012 – Sherlock (TV-serie)
- 2012 – Hunderby (TV-serie)
- 2012–2020 – Friday Night Dinner (TV-serie)
- 2015 – The Lady in the Van
- 2016 – The Crown (TV-serie)